# NSWRL 1927
Die NSWRL 1927 war die zwanzigste Saison der New South Wales Rugby League Premiership, der ersten australischen Rugby-League-Meisterschaft. Den ersten Platz nach Ende der regulären Saison belegten die South Sydney Rabbitohs. Diese gewannen im Finale 20:11 gegen die St. George Dragons und gewannen damit zum siebten Mal die NSWRL.

## Tabelle
|     | Team                    | Spiele | Siege | Unent. | Ndlg. | Spiel- punkte | Diff. | Tabellen- punkte |
| --- | ----------------------- | ------ | ----- | ------ | ----- | ------------- | ----- | ---------------- |
| 01. | South Sydney Rabbitohs  | 16     | 14    | 0      | 2     | 402:162       | + 240 | 32               |
| 02. | St. George Dragons      | 16     | 12    | 1      | 3     | 284:141       | + 143 | 29               |
| 03. | Western Suburbs Magpies | 16     | 9     | 0      | 7     | 222:182       | + 40  | 22               |
| 04. | Eastern Suburbs         | 16     | 8     | 2      | 6     | 215:216       | - 1   | 22               |
| 05. | Newtown Jets            | 16     | 8     | 0      | 8     | 189:259       | - 70  | 20               |
| 06. | North Sydney Bears      | 16     | 6     | 1      | 9     | 174:256       | - 82  | 17               |
| 07. | Balmain Tigers          | 16     | 5     | 2      | 9     | 210:238       | - 28  | 16               |
| 08. | Glebe                   | 16     | 4     | 0      | 12    | 176:297       | - 121 | 12               |
| 09. | Sydney University       | 16     | 3     | 0      | 13    | 199:320       | - 121 | 10               |

- Da in dieser Saison jedes Team zwei Freilose hatte, wurden nach der Saison nur normalen Punktezahl noch 4 Punkte dazugezählt.

## Playoffs

### Halbfinale
| 10. September | St. George Dragons | 26 : 11 | Eastern Suburbs | Earl Park, Sydney Zuschauer: 5.040 Schiedsrichter: J. Miller |
| 10. September | (13:4) Bericht     |         |                 | Earl Park, Sydney Zuschauer: 5.040 Schiedsrichter: J. Miller |

| 10. September | South Sydney Rabbitohs | 38 : 6 | Western Suburbs Magpies | Royal Agricultural Society Showground, Sydney Zuschauer: 10.012 Schiedsrichter: Webby Neill |
| 10. September | (15:3) Bericht         |        |                         | Royal Agricultural Society Showground, Sydney Zuschauer: 10.012 Schiedsrichter: Webby Neill |

### Grand Final
| 17. September | South Sydney Rabbitohs                                                     | 20 : 11        | St. George Dragons                                                | Royal Agricultural Society Showground, Sydney Zuschauer: 8.000 Schiedsrichter: Webby Neill |
| 17. September | Versuche: Carr, Finch, Root, Wearing Erhöhungen: Blair (2/2) Kadwell (2/2) | (13:6) Bericht | Versuche: Carstairs, Justice, Saunders Erhöhungen: Saunders (1/3) | Royal Agricultural Society Showground, Sydney Zuschauer: 8.000 Schiedsrichter: Webby Neill |

| 1  | Harry Kadwell    |
| 2  | Benjamin Wearing |
| 3  | Sid Harris       |
| 4  | Vic Lawrence     |
| 5  | Harry Finch      |
| 6  | Alfred Blair     |
| 7  | Mick O’Connor    |
| 8  | Albert Carr      |
| 9  | George Treweek   |
| 10 | Eddie Root       |
| 11 | Dave Watson      |
| 12 | Charlie Fennell  |
| 13 | Harry Cavanough  |

| 1  | Jim McCormack    |
| 2  | Stan Brain       |
| 3  | George Carstairs |
| 4  | Len Guest        |
| 5  | Frank Saunders   |
| 6  | Arnold Traynor   |
| 7  | Bill Benson      |
| 8  | Aub Kelly        |
| 9  | Frank Burge      |
| 10 | Bill Hardman     |
| 11 | Clarrie Tye      |
| 12 | Arthur Justice   |
| 13 | Tom Killiby      |